# Campeonato Paraibano de Futebol de 2016 - Segunda Divisão
O Campeonato Paraibano da Segunda divisão de 2016 foi a 32ª edição do torneio e corresponde à segunda divisão do futebol do estado da Paraíba em 2016. O torneio teria a participação de 11 equipes de várias regiões e cidades do estado, mas as equipes do Cruzeiro de Itaporanga e do Serrano foram excluídas da competição por descumprir o regulamento, assim o torneio seria disputado por 9 clubes. Porém, uma decisão do TJD-PB deferiu uma liminar que pediu a reinclusão do Serrano, fazendo com que a competição passasse a contar com 10 equipes. O torneio dará acesso ao campeão e ao vice-campeão à Primeira Divisão estadual.

## Formato[5]

### Regulamento
Na Primeira Fase, as onze/ dez equipes foram distribuídas em três grupos regionalizados, sendo o grupo Litoral composto por quatro times, o grupo Sertão composto por três times e o grupo Agreste composto por dois times. As equipes de cada grupo disputaram jogos de ida e volta entre si e se classificarão para a segunda fase (quartas de final) os três melhores colocados do grupo do Litoral, os três melhores colocados do grupo do Sertão e os dois melhores colocados do grupo do Agreste.
A segunda fase será realizada em sistema eliminatório com jogos de ida e volta, dividida em quartas de finais, semifinais e final. O campeão e vice garantirão o acesso à Primeira Divisão de 2017.

### Critérios de desempate
Os critérios de desempate serão aplicados na seguinte ordem:
1. Maior número de vitórias
2. Maior saldo de gols
3. Maior número de gols pró (marcados)
4. Confronto direto
5. Menor número de cartões vermelhos recebidos
6. Menor número de cartões amarelos recebidos
7. Partida extra

## Primeira Fase
|  | Equipes classificadas às quartas de final |
|  | Equipes eliminadas                        |

### Primeira Rodada
| 28 de agosto | Internacional-PB | 1 – 1          | Spartax          | Tomazão, João Pessoa                                        |
| 15:30        | Damião 90+3'     | Súmula Boletim | 66' Pedro Júnior | Público: 11 pagantes Renda: R$ 55,00 Árbitro: Diego Roberto |

| 21 de agosto | Miramar | 1 – 0          | Femar | Tomazão, João Pessoa                                                |
| 18:30        | Jé 11'  | Súmula Boletim |       | Público: 57 pagantes Renda: R$ 285,00 Árbitro: Severino Lima Júnior |

|}

### Segunda Rodada
| 31 de agosto | Spartax       | 1 – 0   | Miramar | Tomazão, João Pessoa                           |
| 15:30        | Balotelli 80' | Boletim |         | Público: 25 pagantes Renda: R$ 125,00 Árbitro: |

| 31 de agosto | Femar | 2 – 3   | Internacional-PB | Tomazão, João Pessoa                          |
| 18:30        |       | Boletim |                  | Público: 15 pagantes Renda: R$ 75,00 Árbitro: |

|}

### Terceira Rodada
| 04 de setembro | Internacional-PB | 3 – 0   | Miramar | Tomazão, João Pessoa                           |
| 15:30          |                  | Boletim |         | Público: 22 pagantes Renda: R$ 110,00 Árbitro: |

| 04 de setembro | Femar | 2 – 1   | Spartax | Tomazão, João Pessoa                             |
| 18:30          |       | Boletim |         | Público: 18 pagantes Renda: R$ 90 reais Árbitro: |

|}

### Quarta Rodada
| 11 de setembro | Spartax | 1 – 2   | Femar | Tomazão, João Pessoa                           |
| 15:30          |         | Boletim |       | Público: 30 pagantes Renda: R$ 180,00 Árbitro: |

| 11 de setembro | Miramar | 0 – 0   | Internacional-PB | Tomazão, João Pessoa                           |
| 18:30          |         | Boletim |                  | Público: 22 pagantes Renda: R$ 110,00 Árbitro: |

|}

### Quinta Rodada
| 14 de setembro | Internacional-PB | 2 – 0   | Femar | Tomazão, João Pessoa                           |
| 15:30          |                  | Boletim |       | Público: 20 pagantes Renda: R$ 200,00 Árbitro: |

| 14 de setembro | Miramar | 3 – 3   | Spartax | Tomazão, João Pessoa          |
| 18:30          |         | Boletim |         | Público: 23 pagantes Árbitro: |

|}

### Sexta Rodada
| 18 de setembro | Femar | 2 – 2   | Miramar | Tomazão, João Pessoa                           |
| 15:30          |       | Boletim |         | Público: 32 pagantes Renda: R$ 160,00 Árbitro: |

| 18 de setembro | Spartax | 1 – 1   | Internacional-PB | Tomazão, João Pessoa                           |
| 18:30          |         | Boletim |                  | Público: 22 pagantes Renda: R$ 110,00 Árbitro: |

|}

### Primeira Rodada
| 04 de setembro | Sport Campina | 2 – 2   | Lucena | Estádio Presidente Vargas, Campina Grande      |
| 15:15          |               | Boletim |        | Público: 20 pagantes Renda: R$ 200,00 Árbitro: |

|}

### Segunda Rodada
| 8 de setembro | Serrano | 1 – 1   | Sport Campina | Amigão, Campina Grande                         |
| 20:20         |         | Boletim |               | Público: 25 pagantes Renda: R$ 125,00 Árbitro: |

|}

### Terceira Rodada
| 11 de setembro | Lucena | 1 – 3   | Serrano | Amigão, Campina Grande                         |
| 15:15          |        | Boletim |         | Público: 22 pagantes Renda: R$ 110,00 Árbitro: |

|}

### Quarta Rodada
| 14 de setembro | Serrano | 2 – 1   | Lucena | Amigão, Campina Grande                         |
| 20:00          |         | Boletim |        | Público: 27 pagantes Renda: R$ 135,00 Árbitro: |

|}

### Quinta Rodada
| 18 de setembro | Sport Campina | 1 – 0   | Serrano | Estádio Presidente Vargas, Campina Grande      |
| 15:15          |               | Boletim |         | Público: 20 pagantes Renda: R$ 200,00 Árbitro: |

|}

### Sexta Rodada
| 21 de setembro | Lucena | 3 – 3   | Sport Campina | Amigão, Campina Grande                         |
| 20:00          |        | Boletim |               | Público: 32 pagantes Renda: R$ 160,00 Árbitro: |

|}

### Primeira Rodada
| 28 de agosto | Nacional de Patos                              | 3 – 1          | Sabugy   | José Cavalcanti, Patos                                           |
| 17:00        | Léo Cabeludo 21' · Alenilson 44' · Messias 73' | Súmula Boletim | 25' Ruan | Público: 316 pagantes Renda: R$ 2290,00 Árbitro: Laurismar Alves |

|}

### Segunda Rodada
| 31 de agosto | Sabugy           | 2 – 0   | Nacional de Pombal | José Cavalcanti, Patos                            |
| 20:00        | Juscélio 41' ??' | Boletim |                    | Público: 247 pagantes Renda: R$ 1.810,00 Árbitro: |

|}

### Terceira Rodada
| 04 de setembro | Nacional de Pombal | 1 – 1   | Nacional de Patos | Estádio Pereirão, Pombal                          |
| 15:15          |                    | Boletim |                   | Público: 143 pagantes Renda: R$ 1.840,00 Árbitro: |

|}

### Quarta Rodada
| 11 de setembro | Nacional de Patos | 0 – 2   | Nacional de Pombal | José Cavalcanti, Patos                            |
| 17:00          |                   | Boletim |                    | Público: 255 pagantes Renda: R$ 1.740,00 Árbitro: |

|}

### Quinta Rodada
| 14 de setembro | Nacional de Pombal | 1 – 0   | Sabugy | Estádio Pereirão, Pombal                          |
| 15:15          |                    | Boletim |        | Público: 255 pagantes Renda: R$ 1.510,00 Árbitro: |

|}

### Sexta Rodada
| 18 de setembro | Sabugy | 1 – 4   | Nacional de Patos | José Cavalcanti, Patos                            |
| 17:00          |        | Boletim |                   | Público: 219 pagantes Renda: R$ 1.455,00 Árbitro: |

|}
Desempenho por rodada
| Grupo   | 1 | 2   | 3   | 4   | 5   | 6   |     |
| Litoral |   | MIR | INT | INT | INT | INT | INT |
| Agreste |   | SCG | SCG | SER | SER | SER | SER |
| Sertão  |   | NAC | NAC | NAC | NAC | NAP | NAC |

| Grupo   | 1 | 2   | 3   | 4   | 5   | 6   |     |
| Litoral |   | FEM | FEM | MIR | MIR | MIR | MIR |
| Agreste |   | SER | SER | LUC | LUC | LUC | LUC |
| Sertão  |   | SAB | NAP | NAP | SAB | SAB | SAB |

## Fases finais

### Quartas de Finais (2° Fase)
Em itálico, os times que possuem o mando de campo no primeiro jogo do confronto e em negrito os times classificados.
| Equipe 1           | Total | Equipe 2          | 1.º jogo | 2.º jogo |
| ------------------ | ----- | ----------------- | -------- | -------- |
| Sabugy             | 0 – 3 | Internacional-PB  | 0 – 0    | 0 – 3    |
| Spartax            | 0 – 1 | Serrano           | 0 – 0    | 0 – 1    |
| Sport Campina      | 1 – 4 | Nacional de Patos | 0 – 0    | 1 – 4    |
| Nacional de Pombal | 1 – 2 | Femar             | 0 – 1    | 1 – 1    |

### Jogos de Ida
| Domingo, 25 de setembro | Sport Campina | 0 – 0   | Nacional de Patos | Estádio Presidente Vargas, Campina Grande |
| 15:15                   |               | Borderô |                   | Público: 32 pagantes Renda: R$ 420,00     |

| Domingo, 25 de setembro | Nacional de Pombal | 0 – 1   | Femar | Estádio Pereirão, Pombal                 |
| 15:15                   |                    | Borderô |       | Público: 290 pagantes Renda: R$ 1.710,00 |

| Domingo, 25 de setembro | Spartax | 0 – 0   | Serrano | Tomazão, João Pessoa                  |
| 15:30                   |         | Borderô |         | Público: 20 pagantes Renda: R$ 100,00 |

| Domingo, 25 de setembro | Sabugy | 0 – 0   | Internacional-PB | José Cavalcanti, Patos                   |
| 17:00                   |        | Borderô |                  | Público: 257 pagantes Renda: R$ 1.570,00 |

|}

### Jogos de Volta
| Quarta-feira, 28 de setembro | Internacional-PB | 3 – 0   | Sabugy | Tomazão, João Pessoa                  |
| 15:30                        |                  | Borderô |        | Público: 20 pagantes Renda: R$ 200,00 |

| Quarta-feira, 28 de setembro | Femar | 1 – 1   | Nacional de Pombal | Tomazão, João Pessoa                  |
| 18:30                        |       | Borderô |                    | Público: 22 pagantes Renda: R$ 110,00 |

| Quarta-feira, 28 de setembro | Nacional de Patos | 4 – 1   | Sport Campina | José Cavalcanti, Patos                   |
| 20:00                        |                   | Borderô |               | Público: 274 pagantes Renda: R$ 1.535,00 |

| Quarta-feira, 28 de setembro | Serrano | 1 – 0   | Spartax | Amigão, Campina Grande                |
| 20:00                        |         | Borderô |         | Público: 35 pagantes Renda: R$ 175,00 |

|}

## Tabela Final (3° Fase)
|  | Semifinais        | Semifinais | Semifinais | Semifinais |   |                  | Final | Final | Final | Final |
|  |                   |            |            |            |   |                  |       |       |       |       |
|  | Internacional-PB  | 2          | 2          | 4          |   |                  |       |       |       |       |
|  | Nacional de Patos | 0          | 0          | 0          |   |                  |       |       |       |       |
|  | Nacional de Patos | 0          | 0          | 0          |   | Internacional-PB | 2     | 1     | 3     |       |
|  |                   |            |            |            |   | Internacional-PB | 2     | 1     | 3     |       |
|  |                   | Serrano    | 1          | 0          | 1 |                  |       |       |       |       |
|  | Femar             | Serrano    | 1          | 0          | 1 | 0                | 1     | 1     |       |       |
|  | Femar             |            |            |            |   | 0                | 1     | 1     |       |       |
|  | Serrano           | 0          | 2          | 2          |   |                  |       |       |       |       |

### Jogos de Ida
| Quarta-feira, 5 de outubro | Internacional-PB | 2 – 0   | Nacional de Patos | Tomazão, João Pessoa                  |
| 15:30                      |                  | Borderô |                   | Público: 22 pagantes Renda: R$ 110,00 |

| Quarta-feira, 5 de outubro | Femar | 0 – 0   | Serrano | Almeidão, João Pessoa                 |
| 20:00                      |       | Borderô |         | Público: 82 pagantes Renda: R$ 410,00 |

|}

### Jogos de Volta
| Domingo, 9 de outubro | Serrano | 2 – 1   | Femar | Amigão, Campina Grande                |
| 16:00                 |         | Borderô |       | Público: 30 pagantes Renda: R$ 150,00 |

| Domingo, 9 de outubro | Nacional de Patos | 0 – 2   | Internacional-PB | José Cavalcanti, Patos                   |
| 16:00                 |                   | Borderô |                  | Público: 350 pagantes Renda: R$ 2.030,00 |

|}

## Final
Ida
| Domingo, 16 de outubro | Internacional-PB | 2 – 1   | Serrano | Tomazão, João Pessoa                              |
| 16:00                  |                  | Borderô |         | Público: 32 pagantes Renda: R$ 160,00 Árbitro: PB |

Volta
| Domingo, 23 de outubro | Serrano | 0 – 1   | Internacional-PB | Amigão, Campina Grande                             |
| 16:00                  |         | Borderô | Élton            | Público: 143 pagantes Renda: R$ 715,00 Árbitro: PB |

## Premiação
| Paraibano - 2ª Divisão de 2016       |
| Santa Rita                           |
| ------------------------------------ |
| Internacional-PB Campeão (2º título) |

## Maiores públicos
Esses são os cinco maiores públicos do Campeonato: 
| Nº | Público[PP] | Mandante           | Placar | Visitante        | Estádio          | Data           | Rodada                    |
| -- | ----------- | ------------------ | ------ | ---------------- | ---------------- | -------------- | ------------------------- |
| 1  | 350         | Nacional de Patos  | 0 – 2  | Internacional-PB | José Cavalcanti  | 9 de outubro   | Semifinal (Volta)         |
| 2  | 316         | Nacional de Patos  | 3 – 1  | Sabugy           | José Cavalcanti  | 28 de agosto   | 1ª Rodada (Sertão)        |
| 3  | 290         | Nacional de Pombal | 0 – 1  | Femar            | Estádio Pereirão | 25 de setembro | Quartas de Finais (Ida)   |
| 4  | 274         | Nacional de Patos  | 4 – 1  | Sport Campina    | José Cavalcanti  | 28 de setembro | Quartas de Finais (Volta) |
| 5  | 257         | Sabugy             | 0 – 0  | Internacional-PB | José Cavalcanti  | 25 de setembro | Quartas de Finais (Ida)   |

## Artilharia
| Gols | Jogador                           | Time               |
| ---- | --------------------------------- | ------------------ |
| 7    | Jó Boy                            | Internacional      |
| 5    | Balotelli                         | Spartax            |
| 4    | Keven Mago Pio                    | Femar              |
| 4    | Bambam                            | Internacional      |
| 3    | Carioca                           | Miramar            |
| 3    | Isaías                            | Serrano            |
| 3    | Bruno Paraíba                     | Nacional de Patos  |
| 2    | Pedro Samuel Juninho              | Serrano            |
| 2    | Manu Val Paraíba                  | Nacional de Pombal |
| 2    | Zé Guilherme                      | Femar              |
| 2    | Caio Jeferson                     | Sport Campina      |
| 2    | Juscélio Ruan                     | Sabugy             |
| 2    | Michel                            | Internacional      |
| 2    | Brejeiro                          | Lucena             |
| 2    | Alenilson Léo Cabeludo            | Nacional de Patos  |
| 1    | Léo Lima Nêgo Pai Fernando Gaúcho | Serrano            |
| 1    | Neto                              | Femar              |

| Gols | Jogador                                                    | Time               |
| ---- | ---------------------------------------------------------- | ------------------ |
| 1    | Gabriel Gédson Nêgo Júnior Jonas                           | Lucena             |
| 1    | Léo Silva                                                  | Nacional de Pombal |
| 1    | Pedro Júnior Diego Baiano Neto Capital                     | Spartax            |
| 1    | Damião Carlão Júlio Junior Alves Luquinhas Guilherme Elton | Internacional      |
| 1    | Jé Leandro Caio                                            | Miramar            |
| 1    | Messias Ciel Buiú Romário Téssio                           | Nacional de Patos  |
| 1    | Diego Alan Erilson Júlio André Ferreira                    | Sport Campina      |